# Pseudisomerus
Pseudisomérus — рід жуків родини Довгоносики (Curculionidae).

## Зовнішній вигляд
До цього роду відносяться жуки середнього розміру, довжина їх тіла становить 11-13.5 мм. Основні ознаки:
- Головотрубка не менше, ніж y 1.5 рази довша за свою ширину біля вершини, майже паралелобічна, облямована тонкими кілями з боків, які продовжуються до заднього краю очей;
- стволик вусиків доходить до переднього краю очей;
- передньоспинка із прямим заднім краєм, поздовжньою борозенкою зверху посередині та двома вдавленнями по боках від борозенки;
- надкрила біля основи ледь ширші за передньоспинку, мають чіткі плечі, від яких вони рівномерно звужуються дозаду; найширші вони перед серединою, вершини закруглені разом.

## Спосіб життя
Невідомий, ймовірно, він типовий для Cleonini.

## Географічне поширення
Єдиний відомий вид цього роду знайдений на південному заході Казахстану (див. нижче).

## Класифікація
У цьому роді описано один вид:
- Pseudisomerus mangystavicus Ter-Minasyan, 1976 — Казахстан (північно-східний край западини Карагіє та плато Устюрт).